# Cadre mondial de la biodiversité de Kunming à Montréal
Le Cadre mondial de la biodiversité de Kunming à Montréal est le plan stratégique pour la décennie 2020 adopté lors de la 15e réunion des parties à la Convention sur la diversité biologique en décembre 2022 (COP 15). Il succède aux objectifs d'Aichi de la décennie 2010.
Certains commentateurs l'appellent « l'accord de Paris de la biodiversité » pour souligner le parallèle avec l'accord de Paris sur le climat.

## Contenu
L'accord, long de 15 pages, est séparé en plusieurs parties :
Les sections A à E fixent le cadre : elles rappellent notamment l'importance de la biodiversité et les constats scientifiques résumés par l'IPBES.
Les sections F et G définissent la vision et les objectifs de long terme de l'accord, et notamment : « D'ici à 2050, la biodiversité est appréciée, conservée, restaurée et utilisée avec sagesse, ce qui permet de maintenir les services écosystémiques, de préserver la santé de la planète et de procurer des avantages essentiels à tous les peuples. »
La section H liste 23 cibles pour 2030, déclinant la vision globale. Certains objectifs sont particulièrement repris dans la presse,,, :
- « s'assurer que d'ici 2030, au moins 30 % des terres, des eaux intérieures et des zones côtières et marines (...) sont protégées » ;
- La restauration de 30 % des écosystèmes dégradés ;
- Une aide financière de 20 milliards de dollars par an à partir de 2025 et 30 milliards à partir de 2030 vers les pays en développement ;
- La réduction de moitié des risques liés aux pesticides.

Les sections I à K concernent la mise en œuvre de l'accord.

## Processus d'adoption
La COP 15, ou 15e réunion des parties à la Convention sur la diversité biologique, se tient sous présidence chinoise. Initialement prévue en octobre 2020, elle est repoussée plusieurs fois à cause de la pandémie de Covid-19. Un sommet virtuel a lieu en octobre 2021, ainsi que de nombreuses réunions préparatoires,. Elle est finalement organisée à Montréal du 7 au 19 décembre 2022.
La dernière séance est marquée par des réticences exprimées par la délégation congolaise, qui juge l'accord pas assez ambitieux. Ces réticences n'étant pas exprimés sous la forme d'objection formelle, l'accord est rapidement adopté. Plus tard, la ministre de l'environnement congolaise prend la parole pour confirmer son soutien au traité.

## Réactions
Du côté des diplomates et des politiques, les réactions sont très positives. Le ministre français de la Transition écologique Christophe Béchu a qualifié l'accord d'« absolument historique ». Inger Andersen, directrice exécutive du programme des Nations unies pour l'environnement déclare « Ne nous arrêtons pas une seconde. Assumons l'histoire que nous avons écrite à Montréal et mettons-nous au travail pour appliquer le cadre ».
Pour certains observateurs et ONG, le résultat est mitigé. « Fixer des objectifs élevés ne contraint pas à les atteindre » commente un scientifique. Pierre Cannet, directeur du plaidoyer de WWF France, salue certains aspects : « Pour la première fois, les pesticides sont clairement montrés du doigt, et cet objectif va nous aider à sortir de notre dépendance » ; mais il déplore une « mise en œuvre assez molle »,. L'absence de références aux régimes alimentaires carnés et la faible ambition de la mesure portant sur les entreprises sont aussi critiqués.